# 三门峡市中心医院
三门峡市中心医院是位于中华人民共和国河南省三门峡市崤山路中段的一个三级甲等综合性医院，始建于1956年，接受三门峡市卫生健康委员会的领导。

## 15岁女孩死亡争议
2010年2月11日，15岁女孩申梦洁因生病被父亲带到三门峡市中心医院看病。接诊医生诊断申梦洁患有肠胃型感冒，但是给女孩开了不属于治疗感冒的高价药。申梦洁服药的第二天病情恶化去世，家属抬着尸体去闹医院。时任三门峡市中心医院院长称这是一起医疗事故。双方调解过程中出现了抢尸行为，尸体被院方抢走后下落不明。

## 善行
2014年5月14日，三门峡市中心医院下乡开展义诊活动。
2014年10月22日，三门峡市中心医院向辖区医联体成员的基层乡镇卫生院捐赠了5辆救护车。
2017年7月18日，三门峡市政法委联合三门峡市中心医院下乡进行义诊活动。

## 援助武汉行动
2020年2月，三门峡市31名医护人员支援武汉市抗击新冠肺炎疫情，三门峡市中心医院有1人参与。
2020年9月，三门峡市中心医院河南省第八批援鄂医疗队感控组组长乔瑞云荣获“全国抗击新冠肺炎疫情先进个人”荣誉称号。